# Siegfried Krefft
Siegfried Krefft (* 6. April 1916 in Bobau, Westpreußen; † 16. Oktober 1981 in Fürstenfeldbruck) war ein deutscher Rechtsmediziner und Hochschullehrer.

## Leben
Siegfried Krefft war der Sohn eines Angestellten. Noch vor der Machtübergabe an die Nationalsozialisten trat er 1930 der Hitlerjugend (HJ) bei und war Träger des Goldenen HJ-Abzeichens. Später trat er dem NS-Fliegerkorps (NSFK) bei. Seine Schullaufbahn schloss er mit dem Abitur ab und absolvierte ab 1937 aus wirtschaftlichen Gründen zunächst eine Ausbildung im kaufmännischen Bereich. Er begann 1939 ein Medizinstudium an der Universität Berlin. Während des Zweiten Weltkrieges wurde er 1941 zur Wehrmacht eingezogen und setzte sein Studium 1943 in Leipzig fort.
Krefft wurde 1944 zu einer Studentenkompanie in Halle (Saale) versetzt. An der Universität Halle wurde er am Institut für Gerichtliche und soziale Medizin noch im selben Jahr Doktorand bei Gerhard Schrader. Im Rahmen der Forschungen für seine Dissertation wohnte er im Sommer 1944 der Hinrichtung von Ostarbeitern bei, die durch sehr langsames Strangulieren mittels eines Flaschenzuges in einer Baracke in der Mansfelder Straße durchgeführt wurden. Er stellte beim Tötungsvorgang „die Differenz der Muskelspannung […] durch Fingerdruck“ selbst fest. Kurz vor Kriegsende wurde Krefft am 12. April 1945 approbiert und war ab 1. Mai in Halle Assistent bei dem von 1944 bis 1947 dort tätigen Gerichtsmediziner Gerhard Rooks (da Schrader in den Westen geflohen ist).
Nach Kriegsende wurde er am 8. April 1946 in Halle mit der Dissertation Über die Genese der Halsmuskelblutungen beim Tod durch Erhängen zum Dr. med. promoviert. Er legte 1948 die Prüfung zum Amtsarzt ab. Ab Mai 1948 übernahm er als Oberarzt zunächst die kommissarische Leitung des Instituts für Gerichtliche Medizin und Kriminalistik der Karl-Marx-Universität Leipzig. Er habilitierte sich 1950 in Leipzig und war dort anschließend als Privatdozent und Professor mit Lehrauftrag tätig. 1956 erhielt er in Leipzig einen Lehrstuhl. Von dem Hochschulamt wurde er 1958 beurlaubt und schließlich aus dem Hochschuldienst entlassen. Neben seinen bekannt gewordenen Untersuchungen an Hingerichteten 1944 wurden seine Institutsleitung und wissenschaftliche Publikationstätigkeit beanstandet. In Leipzig übernahm Otto Prokop in Personalunion kommissarisch Kreffts Funktion und ab 1961 folgte ihm Wolfgang Dürwald nach.
Krefft zog nach Westdeutschland und wurde 1961 als Oberstabsarzt in die Bundeswehr übernommen. Von 1964 bis zu seinem Ruhestand 1976 leitete er die Abteilung Flugunfallmedizin am Flugmedizinischen Institut der Luftwaffe in Fürstenfeldbruck. Er gehörte der Deutschen Gesellschaft für Anthropologie, Deutschen Gesellschaft für Hygiene, Deutschen Gesellschaft für gerichtliche und soziale Medizin und der Ungarischen Gesellschaft für Blutforschung an.

## Ehrungen
- Abzeichen für ausgezeichnete Leistungen (1972)[5]
- Verdienstorden der Bundesrepublik Deutschland 1. Klasse (1973)[1]

## Schriften (Auswahl)
- Über die Genese der Halsmuskelblutungen beim Tod durch Erhängen, Halle 1944 (Med. F., Diss. vom 8. April 1946)
- Morphologische, chemische und physikalische Untersuchungen an Leichenhaaren, Leipzig 1950 (Med. F., Hab.-Schr. v. 20. April 1950)
- Die Verbreitung und Bekämpfung der Berufserkrankungen bei Ärzten und Heilhilfspersonen, Arbeitsgemeinschaft medizinischer Verl., Berlin 1950. In:  Das neue deutsche Gesundheitswesen; H. 4.
- Sicherheit beim Fliegen aus flugmedizinischer Sicht, Ciba-Geigy Limited, Basel 1974. In:  Folia traumatologica Geigy.